# Metatarsalbürste

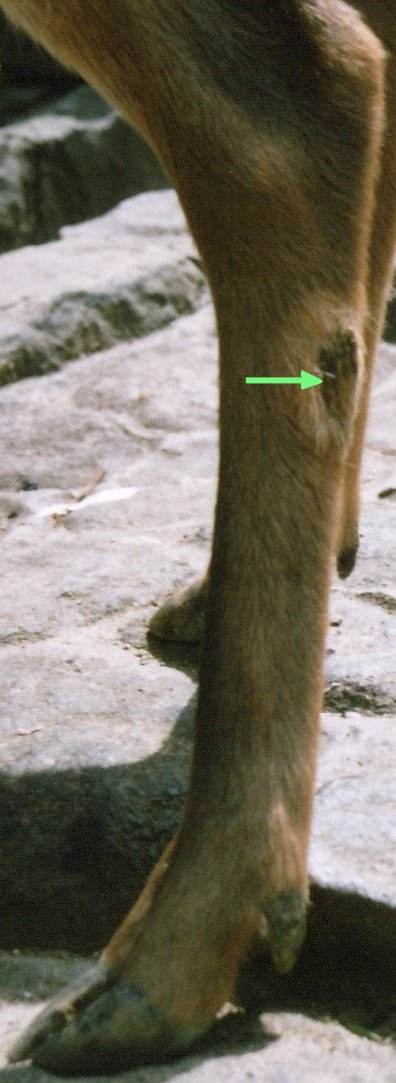
Metatarsalbürste bei einem Sikahirsch

Die Metatarsalbürste (Organon metatarsale) ist ein spezielles Hautdrüsengebiet seitlich am Mittelfuß (Metatarsus) bei Hirschen. Die Metatarsalbürsten sind etwa drei bis vier Zentimeter groß und dichter und andersfarbig behaart als die übrige Haut. Ihr Sekret wird an Gras oder Sträuchern abgestreift und dient der Markierung und Verständigung mit Artgenossen.